# Clotada del Portell
La Clotada del Portell és un clot a cavall dels termes municipals de Conca de Dalt, a l'antic terme d'Hortoneda de la Conca, en territori del poble de Vilanoveta, i Isona i Conca Dellà, a l'antic terme d'Orcau, al Pallars Jussà.
Està situat a la vall de la llau de les Collades, just en el moment que aquesta llau passa d'un terme municipal a l'altre, al sud-est de les Collades de Baix. Hi passa la Pista del Portell.